# Ensemble Gilles Binchois
L'Ensemble Gilles Binchois è un gruppo francese fondato nel 1979 da Dominique Vellard ed è specializzato nell'esecuzione di musica medioevale e rinascimentale.

## Storia
Il gruppo nasce per eseguire il repertorio della musica antica non molto conosciuto a quel tempo. Il repertorio del gruppo comprende opere di musica sacra e profana dal canto gregoriano fino alla fine del XV secolo. In particolare vengono privilegiati i lavori dei musicisti della Scuola di Notre Dame e della scuola franco fiamminga. Successivamente il gruppo ha esteso il suo repertorio anche alle opere del rinascimento spagnolo.

## Componenti
L'ensemble è composto da artisti di diverse nazioni che variano in numero e specializzazione in funzione del repertorio da presentare. Fra i membri più presenti si ricordano:
- Philippe Balloy (canto)
- Emmanuel Bonnardot (canto, viella)
- Randall Cook (viella, strumenti a fiato)
- Pierre Hamon (strumenti a fiato)
- Anne-Marie Lablaude (canto)
- Brigitte Lesne (canto, arpa)
- Lena-Susanne Norin (canto)
- Gerd Türk (canto)
- Willem de Waal (canto)

## Discografia
- 1982 - In Omnem Terram. Chants Grégorien et chants liturgiques régioneaux du Moyen-Âge (Auvidis Disque, AV 4953, LP)
- 1986 - École de Notre-Dame de Paris. Le Chant des Cathédrales (Harmonic, 8611)
- 1987 - Guillaume de Machaut poète et musicien. Le vray remède d'amour (Stil "Discothèque", 1203CCS87, Cassetta)
- 1987 - Triste plaisir et douleureuse joye. Binchois / Dufay: Ballades, Rondeaux, Lamentation (Harmonic, 8719)
- 1988 - Le vray remède d'amour. Machaut: Ballades, Rondeaux, Virelais, Motets (Cantus, 9625)
- 1989 - Les Tons de la Musique. Gregorian Chant (Cantus, 9617)
- 1989 - Le Banquet du Vœu, 1454. Music at the Court of Burgundy (Virgin "Veritas", 91441)
- 1990 - Le Manuscript du Puy. L'Office du Nouvel An: Cathédrale du Puy-en-Velay, XIIe - XVIe siècles (Virgin "Veritas", 59238)
- 1990 - Messe de Notre Dame de Guillaume de Machaut (Cantus, 9624)
- 1991 - Fontaine de grace. Jehan de Lescurel: Ballades, virelais et rondeaux (Virgin "Veritas", 45066)
- 1992 - Guillaume Dufay, Missa Ecce ancilla Domini (Virgin "Veritas", 45050)
- 1992 - Les Escholiers de Paris. Motets, Chansons et Estampies du XIIIe siècle (Cantus, 9616)
- 1993 - École de Notre-Dame de Paris. Permanence et Rayonnement XIIe, XIIIe et XIVe siècles (Harmonic, 9349)
- 1993 - Giovanni Pierluigi da Palestrina, Mass, Lamentations, con l'Ensemble Cantus Figuratus della Schola Cantorum Basiliensis (Deutsche Harmonia Mundi, 77317)
- 1994 - Le Jugement du Roi de Navarre. Machaut: Ballades, motets, virelais et textes dits (Cantus, 9626)
- 1994 - Les premieres polyphonies françaises. Organa et tropes du XIe siècle (Virgin "Veritas", 45135)
- 1995 - El Misteri d'Elx. Drame sacrée en deux parties pour la Fête de l'Assomption de la Vierge (Virgin "Veritas", 7243 5.62349.2.5, 2 CD)
- 1996 - Meeting of Angels, con Nishat Khan (Amiata Secret World, 1096)
- 1996 - Musique et poésie à Saint-Gall. Séquences et tropes du IXe siècle (Harmonia Mundi "Documenta", 905239)
- 1996 - Sola m'ire. Cancionero de Palacio (Virgin "Veritas", 45359)
- 1997 - Gilles Binchois: Mon souverain désir (Virgin "Veritas", 45285)
- 1998 - Pedro de Escobar, Requiem (Virgin "Veritas", 45328)
- 1998 - Tientos y Glosas en Iberia, con Jesús Martín Moro (Tempéraments, 316014)
- 2000 - Les trois Maries. Messe grégorienne de Pâques (Virgin "Veritas", 45398)
- 2001 - Amour, Amours. Florilège des chansons françaises de la Renaissance (Virgin "Veritas", 7243.5.45458.2.5)
- 2004 - Pérotin & L'École de Notre-Dame, 1160-1245 (Ambroisie, 9947)
- 2005 - Cantigas de Santa Maria (Ambroisie, AMB 9973)
- 2005 - Rodrigo de Ceballos (Almaviva, 0136)

### Raccolte con altri gruppi
- 1996 - Musica humana (L'Empreinte digitale, ED 13-047)
- 2002 - Cathedral Dreams. Music to Inspire (Virgin Classics, 67804, 2 CD)
- 2005 - Dictionary of Medieval & Renaissance Instruments (Cantus, 9705/6, 2 CDs)